# Birkir Már Sævarsson
Birkir Már Sævarsson (Reykjavík, 11 november 1984) is een IJslands voetballer die doorgaans rechts in de verdediging speelt. In december 2017 verruilde hij Hammarby IF voor Valur Reykjavík. Sinds maart 2025 speelt Birkir voor de Zweedse club Nacka FC. Birkir maakte in juni 2007 zijn debuut in het IJslands voetbalelftal.

## Clubcarrière
Birkir Már Sævarsson doorliep de jeugdopleiding van Valur Reykjavík en maakte bij die club ook de overstap naar het betaald voetbal. In 2003 speelde hij zijn eerste wedstrijden in de Úrvalsdeild, de hoogste IJslandse competitie. In zijn eerste professionele seizoen eindigde Valur op de tiende plaats en degradeerde naar de 1. deild karla. In 2004 speelde hij elf competitieduels en kwam hij tweemaal in actie in de strijd om de IJslandse voetbalbeker. Na één seizoen in de tweede divisie keerde Valur terug op het hoogste niveau. In het seizoen 2006 speelde Birkir meer wedstrijden voor de club: twintigmaal kwam hij in actie, waaronder twee bekerwedstrijden. Het seizoen daarna maakte hij zijn eerste doelpunt in het betaald voetbal en werd hij met Valur voor het eerst landskampioen. Een jaar later vertrok hij: In augustus 2008 tekende Birkir een contract bij SK Brann uit Noorwegen. Op 13 augustus maakte hij zijn debuut voor de club in een voorronde van de UEFA Champions League tegen Olympique Marseille (0–1 verlies); na 71 minuten speeltijd werd hij vervangen door Petter Vaagan Moen. Sinds het seizoen 2009 was Birkir basisspeler bij Brann en miste sindsdien weinig wedstrijden. In 2012 en 2013 miste hij geen enkele competitiewedstrijd. Birkir miste zelfs geen minuut speeltijd, net als respectievelijk acht en negen medespelers in de competitie. In 2014, zijn laatste seizoen in Noorwegen, degradeerde SK Brann uit de Tippeligaen na een verloren play-off om degradatie in november tegen Mjøndalen IF. Een maand later tekende Birkir een contract bij Hammarby IF voor drie seizoenen. Op 4 april 2015 maakte hij zijn debuut in de Allsvenskan in de eerste speelronde van het seizoen tegen BK Häcken (2–0 winst). In Zweden speelt Birkir in tegenstelling tot zijn periode in Noorwegen niet als rechtsachter, maar als centrale verdediger. In december 2017 liep zijn contract af en daarna keerde hij terug bij zijn oude club Valur Reykjavík. Hier heeft hij vervolgens liefst zeven seizoenen achtereen gespeeld. 
Vanaf maart 2025 speelt hij voor de Zweedse club Nacka FC.

## Spelersstatistieken

### Overzicht als clubspeler
| Seizoen                                 | Club            |                    | Competitie      | Competitie | Competitie | Beker | Beker | Internationaal | Internationaal | Totaal | Totaal |
| Seizoen                                 | Club            | Wed.               | Competitie      | Dlp.       | Wed.       | Dlp.  | Wed.  | Dlp.           | Wed.           | Dlp.   |        |
| --------------------------------------- | --------------- | ------------------ | --------------- | ---------- | ---------- | ----- | ----- | -------------- | -------------- | ------ | ------ |
| 2002                                    | Valur Reykjavík | Vlag van IJsland   | Úrvalsdeild     | 0          | 0          | 2     | 0     | –              | –              | 2      | 0      |
| 2003                                    | Valur Reykjavík | Vlag van IJsland   | Úrvalsdeild     | 9          | 0          | 0     | 0     | –              | –              | 9      | 0      |
| 2004                                    | Valur Reykjavík | Vlag van IJsland   | 1. deild        | 11         | 0          | 2     | 0     | –              | –              | 13     | 0      |
| 2005                                    | Valur Reykjavík | Vlag van IJsland   | Úrvalsdeild     | 1          | 0          | 2     | 0     | –              | –              | 3      | 0      |
| 2006                                    | Valur Reykjavík | Vlag van IJsland   | Úrvalsdeild     | 18         | 0          | 2     | 0     | 2              | 0              | 22     | 0      |
| 2007                                    | Valur Reykjavík | Vlag van IJsland   | Úrvalsdeild     | 17         | 1          | 2     | 0     | 2              | 0              | 21     | 1      |
| 2008                                    | Valur Reykjavík | Vlag van IJsland   | Úrvalsdeild     | 11         | 1          | 3     | 0     | –              | –              | 14     | 1      |
| Club totaal                             | Club totaal     | Club totaal        | Club totaal     | 67         | 2          | 13    | 0     | 4              | 0              | 84     | 2      |
| 2008                                    | SK Brann        | Vlag van Noorwegen | Tippeligaen     | 8          | 1          | 0     | 0     | 3              | 0              | 11     | 1      |
| 2009                                    | SK Brann        | Vlag van Noorwegen | Tippeligaen     | 26         | 2          | 3     | 1     | –              | –              | 29     | 3      |
| 2010                                    | SK Brann        | Vlag van Noorwegen | Tippeligaen     | 27         | 2          | 1     | 0     | –              | –              | 28     | 2      |
| 2011                                    | SK Brann        | Vlag van Noorwegen | Tippeligaen     | 27         | 4          | 6     | 0     | –              | –              | 33     | 4      |
| 2012                                    | SK Brann        | Vlag van Noorwegen | Tippeligaen     | 30         | 2          | 5     | 2     | –              | –              | 35     | 4      |
| 2013                                    | SK Brann        | Vlag van Noorwegen | Tippeligaen     | 30         | 3          | 2     | 0     | –              | –              | 32     | 3      |
| 2014                                    | SK Brann        | Vlag van Noorwegen | Tippeligaen     | 22         | 1          | 3     | 0     | –              | –              | 25     | 1      |
| Club totaal                             | Club totaal     | Club totaal        | Club totaal     | 170        | 15         | 20    | 3     | 3              | 0              | 193    | 18     |
| 2015                                    | Hammarby IF     | Vlag van Zweden    | Allsvenskan     | 28         | 2          | 5     | 0     | –              | –              | 33     | 2      |
| 2016                                    | Hammarby IF     | Vlag van Zweden    | Allsvenskan     | 27         | 1          | 6     | 0     | –              | –              | 33     | 1      |
| 2017                                    | Hammarby IF     | Vlag van Zweden    | Allsvenskan     | 29         | 0          | 4     | 1     | –              | –              | 33     | 1      |
| Club totaal                             | Club totaal     | Club totaal        | Club totaal     | 84         | 3          | 15    | 1     | 0              | 0              | 99     | 4      |
| 2018                                    | Valur Reykjavík | Vlag van IJsland   | Úrvalsdeild     | 18         | 2          | 5     | 0     | 5              | 0              | 28     | 2      |
| 2019                                    | Valur Reykjavík | Vlag van IJsland   | Úrvalsdeild     | 22         | 2          | 6     | 1     | 3              | 0              | 31     | 3      |
| 2020                                    | Valur Reykjavík | Vlag van IJsland   | Úrvalsdeild     | 18         | 4          | 6     | 1     | _              | _              | 24     | 5      |
| 2021                                    | Valur Reykjavík | Vlag van IJsland   | Úrvalsdeild     | 22         | 3          | 8     | 1     | 4              | 0              | 34     | 4      |
| 2022                                    | Valur Reykjavík | Vlag van IJsland   | Úrvalsdeild     | 26         | 2          | 6     | 1     | _              | _              | 32     | 3      |
| 2023                                    | Valur Reykjavík | Vlag van IJsland   | Úrvalsdeild     | 26         | 2          | 8     | 1     | _              | _              | 34     | 3      |
| 2024                                    | Valur Reykjavík | Vlag van IJsland   | Úrvalsdeild     | 25         | 1          | 8     | 4     | 2              | 0              | 35     | 5      |
| Club totaal                             | Club totaal     | Club totaal        | Club totaal     | 157        | 16         | 47*   | 9     | 14             | 0              | 218    | 25     |
| Carrière totaal                         | Carrière totaal | Carrière totaal    | Carrière totaal | 478        | 36         | 95    | 13    | 21             | 0              | 594    | 49     |
| *Incl. Mjólkurbikarinn & Lengjubikarinn |                 |                    |                 |            |            |       |       |                |                |        |        |

Bijgewerkt op 18 augustus 2025.

## Interlandcarrière
Birkir Sævarsson maakte zijn debuut in het IJslands voetbalelftal op 2 juni 2007 in een EK-kwalificatiewedstrijd tegen Liechtenstein (1–1 gelijkspel). Na 67 minuten speeltijd verving hij Matthías Guðmundsson. Sindsdien speelde Birkir veel, zo kwam hij in actie in negen van de twaalf wedstrijden in het kwalificatietoernooi voor het wereldkampioenschap voetbal 2014, waaronder een van de twee play-offwedstrijden tegen Kroatië in november 2013. Op 10 september 2013 leverde hij in dat WK-kwalificatietoernooi tweemaal een assist tegen Albanië (2–1 winst). Op zijn aangeven maakten Birkir Bjarnason en Kolbeinn Sigþórsson een 0–1 achterstand goed. In het nationaal elftal speelt Birkir als rechtsachter.
In 2016 speelde hij alle 5 wedstrijden als basisspeler op het Europees kampioenschap in Frankrijk (waar IJsland zich voor het eerst geplaatst had en tot de kwartfinale reikte) en in 2018 speelde hij alle 3 wedstrijden vanaf het begin op het Wereldkampioenschap in Rusland, waar IJsland zich als groepswinnaar in de kwalificatie voor geplaatst had.
In november 2021 beëindigde Birkir zijn interlandcarrière.

### Overzicht als interlandspeler
| Interlands van Birkir Mar Sævarsson voor IJsland | Interlands van Birkir Mar Sævarsson voor IJsland | Interlands van Birkir Mar Sævarsson voor IJsland | Interlands van Birkir Mar Sævarsson voor IJsland | Interlands van Birkir Mar Sævarsson voor IJsland | Interlands van Birkir Mar Sævarsson voor IJsland |
| №                                                | Datum                                            | Wedstrijd                                        | Uitslag                                          | Soort wedstrijd                                  | Doelpunten                                       |
| Als speler bij Valur Reykjavík                   | Als speler bij Valur Reykjavík                   | Als speler bij Valur Reykjavík                   | Als speler bij Valur Reykjavík                   | Als speler bij Valur Reykjavík                   | Als speler bij Valur Reykjavík                   |
| ------------------------------------------------ | ------------------------------------------------ | ------------------------------------------------ | ------------------------------------------------ | ------------------------------------------------ | ------------------------------------------------ |
| 1.                                               | 2 juni 2007                                      | IJsland – Liechtenstein                          | 1 – 1                                            | Kwalificatie EK 2008                             |                                                  |
| 2.                                               | 6 juni 2007                                      | Zweden – IJsland                                 | 5 – 0                                            | Kwalificatie EK 2008                             |                                                  |
| 3.                                               | 2 februari 2008                                  | Wit-Rusland – IJsland                            | 2 – 0                                            | Vriendschappelijk                                |                                                  |
| 4.                                               | 4 februari 2008                                  | Malta – IJsland                                  | 1 – 0                                            | Vriendschappelijk                                |                                                  |
| 5.                                               | 6 februari 2008                                  | IJsland – Armenië                                | 2 – 0                                            | Vriendschappelijk                                |                                                  |
| 6.                                               | 16 maart 2008                                    | IJsland – Faeröer                                | 3 – 0                                            | Vriendschappelijk                                |                                                  |
| 7.                                               | 28 mei 2008                                      | IJsland – Wales                                  | 0 – 1                                            | Vriendschappelijk                                |                                                  |
| Als speler bij SK Brann                          |                                                  |                                                  |                                                  |                                                  |                                                  |
| 8.                                               | 20 augustus 2008                                 | IJsland – Azerbeidzjan                           | 1 – 1                                            | Vriendschappelijk                                |                                                  |
| 9.                                               | 6 september 2008                                 | Noorwegen – IJsland                              | 2 – 2                                            | Kwalificatie WK 2010                             |                                                  |
| 10.                                              | 10 september 2008                                | IJsland – Schotland                              | 1 – 2                                            | Kwalificatie WK 2010                             |                                                  |
| 11.                                              | 11 oktober 2008                                  | Nederland – IJsland                              | 2 – 0                                            | Kwalificatie WK 2010                             |                                                  |
| 12.                                              | 15 oktober 2008                                  | IJsland – Macedonië                              | 1 – 0                                            | Kwalificatie WK 2010                             |                                                  |
| 13.                                              | 19 november 2008                                 | Malta – IJsland                                  | 0 – 1                                            | Vriendschappelijk                                |                                                  |
| 14.                                              | 11 februari 2009                                 | Liechtenstein – IJsland                          | 0 – 2                                            | Vriendschappelijk                                |                                                  |
| 15.                                              | 6 juni 2009                                      | IJsland – Nederland                              | 1 – 2                                            | Kwalificatie WK 2010                             |                                                  |
| 16.                                              | 10 juni 2009                                     | Macedonië – IJsland                              | 2 – 0                                            | Kwalificatie WK 2010                             |                                                  |
| 17.                                              | 9 oktober 2009                                   | IJsland – Georgië                                | 3 – 1                                            | Kwalificatie WK 2010                             |                                                  |
| 18.                                              | 10 november 2009                                 | Iran – IJsland                                   | 1 – 0                                            | Vriendschappelijk                                |                                                  |
| 19.                                              | 7 september 2010                                 | Denemarken – IJsland                             | 1 – 0                                            | Kwalificatie EK 2012                             |                                                  |
| 20.                                              | 12 oktober 2010                                  | IJsland – Portugal                               | 1 – 3                                            | Kwalificatie EK 2012                             |                                                  |
| 21.                                              | 17 november 2010                                 | Israël – IJsland                                 | 2 – 3                                            | Vriendschappelijk                                |                                                  |
| 22.                                              | 26 maart 2011                                    | Cyprus – IJsland                                 | 0 – 0                                            | Kwalificatie EK 2012                             |                                                  |
| 23.                                              | 4 juni 2011                                      | IJsland – Denemarken                             | 0 – 2                                            | Kwalificatie EK 2012                             |                                                  |
| 24.                                              | 10 augustus 2011                                 | Hongarije – IJsland                              | 4 – 0                                            | Vriendschappelijk                                |                                                  |
| 25.                                              | 2 september 2011                                 | Noorwegen – IJsland                              | 2 – 0                                            | Kwalificatie EK 2012                             |                                                  |
| 26.                                              | 6 september 2011                                 | IJsland – Cyprus                                 | 1 – 0                                            | Kwalificatie EK 2012                             |                                                  |
| 27.                                              | 7 oktober 2011                                   | Portugal – IJsland                               | 5 – 3                                            | Kwalificatie EK 2012                             |                                                  |
| 28.                                              | 29 februari 2012                                 | Montenegro – IJsland                             | 2 – 1                                            | Vriendschappelijk                                |                                                  |
| 29.                                              | 15 augustus 2012                                 | IJsland – Faeröer                                | 2 – 0                                            | Vriendschappelijk                                |                                                  |
| 30.                                              | 11 september 2012                                | Cyprus – IJsland                                 | 1 – 0                                            | Kwalificatie WK 2014                             |                                                  |
| 31.                                              | 12 oktober 2012                                  | Albanië – IJsland                                | 1 – 2                                            | Kwalificatie WK 2014                             |                                                  |
| 32.                                              | 14 november 2012                                 | Andorra – IJsland                                | 0 – 2                                            | Vriendschappelijk                                |                                                  |
| 33.                                              | 6 februari 2013                                  | IJsland – Rusland                                | 0 – 2                                            | Vriendschappelijk                                |                                                  |
| 34.                                              | 22 maart 2013                                    | Slovenië – IJsland                               | 1 – 2                                            | Kwalificatie WK 2014                             |                                                  |
| 35.                                              | 7 juni 2013                                      | IJsland – Slovenië                               | 2 – 4                                            | Kwalificatie WK 2014                             |                                                  |
| 36.                                              | 6 september 2013                                 | Zwitserland – IJsland                            | 4 – 4                                            | Kwalificatie WK 2014                             |                                                  |
| 37.                                              | 10 september 2013                                | IJsland – Albanië                                | 2 – 1                                            | Kwalificatie WK 2014                             |                                                  |
| 38.                                              | 11 oktober 2013                                  | IJsland – Cyprus                                 | 2 – 0                                            | Kwalificatie WK 2014                             |                                                  |
| 39.                                              | 15 oktober 2013                                  | Noorwegen – IJsland                              | 1 – 1                                            | Kwalificatie WK 2014                             |                                                  |
| 40.                                              | 19 november 2013                                 | Kroatië – IJsland                                | 2 – 0                                            | Kwalificatie WK 2014                             |                                                  |
| 41.                                              | 21 januari 2014                                  | IJsland – Zweden                                 | 0 – 2                                            | Vriendschappelijk                                |                                                  |
| 42.                                              | 30 mei 2014                                      | Oostenrijk – IJsland                             | 1 – 1                                            | Vriendschappelijk                                |                                                  |
| 43.                                              | 13 oktober 2014                                  | IJsland – Nederland                              | 2 – 0                                            | Kwalificatie EK 2016                             |                                                  |
| 44.                                              | 12 november 2014                                 | België – IJsland                                 | 3 – 1                                            | Vriendschappelijk                                |                                                  |
| 45.                                              | 16 november 2014                                 | Tsjechië – IJsland                               | 2 – 1                                            | Kwalificatie EK 2016                             |                                                  |
| Als speler bij Hammarby IF                       |                                                  |                                                  |                                                  |                                                  |                                                  |
| 46.                                              | 28 maart 2015                                    | Kazachstan – IJsland                             | 0 – 3                                            | Kwalificatie EK 2016                             |                                                  |
| 47.                                              | 31 maart 2015                                    | Estland – IJsland                                | 1 – 1                                            | Vriendschappelijk                                |                                                  |
| 48.                                              | 12 juni 2015                                     | IJsland – Tsjechië                               | 2 – 1                                            | Kwalificatie EK 2016                             |                                                  |
| 49.                                              | 3 september 2015                                 | Nederland – IJsland                              | 0 – 1                                            | Kwalificatie EK 2016                             |                                                  |
| 50.                                              | 6 september 2015                                 | IJsland – Kazachstan                             | 0 – 0                                            | Kwalificatie EK 2016                             |                                                  |
| 51.                                              | 10 oktober 2015                                  | IJsland – Letland                                | 2 – 2                                            | Kwalificatie EK 2016                             |                                                  |
| 52.                                              | 13 oktober 2015                                  | Turkije – IJsland                                | 1 – 0                                            | Kwalificatie EK 2016                             |                                                  |
| 53.                                              | 13 november 2015                                 | Polen – IJsland                                  | 4 – 2                                            | Vriendschappelijk                                |                                                  |
| 54.                                              | 16 november 2015                                 | Slowakije – IJsland                              | 3 – 1                                            | Vriendschappelijk                                |                                                  |
| 55.                                              | 31 januari 2016                                  | Verenigde Staten – IJsland                       | 3 – 2                                            | Vriendschappelijk                                |                                                  |
| 56.                                              | 29 maart 2016                                    | Griekenland – IJsland                            | 2 – 3                                            | Vriendschappelijk                                |                                                  |
| 57.                                              | 6 juni 2016                                      | IJsland – Liechtenstein                          | 4 – 0                                            | Vriendschappelijk                                | 21'                                              |
| 58.                                              | 14 juni 2016                                     | Portugal – IJsland                               | 1 – 1                                            | EK 2016                                          |                                                  |
| 59.                                              | 18 juni 2016                                     | IJsland – Hongarije                              | 1 – 1                                            | EK 2016                                          |                                                  |
| 60.                                              | 22 juni 2016                                     | IJsland – Oostenrijk                             | 2 – 1                                            | EK 2016                                          |                                                  |
| 61.                                              | 27 juni 2016                                     | Engeland – IJsland                               | 1 – 2                                            | EK 2016                                          |                                                  |
| 62.                                              | 3 juli 2016                                      | Frankrijk – IJsland                              | 5 – 2                                            | EK 2016                                          |                                                  |

Bijgewerkt op 3 juli 2016.